# 朗德里库尔 (埃纳省)
朗德里库尔（法語：Landricourt，法語發音：[lɑ̃dʁikuʁ]）是法国上法兰西大区埃纳省的一个市镇，位于该省中部偏西，属于拉昂区。

## 地理
朗德里库尔（49°30'30"N, 3°22'0"E）面积5.83 平方千米，位于法国上法蘭西大區埃纳省，该省份为法国北部内陆省份，北起北部省，西接索姆省和瓦兹省，东临阿登省和马恩省，西南至塞纳-马恩省，东北部与比利时接壤。
与朗德里库尔接壤的市镇（或旧市镇、城区）包括：巴索勒欧莱尔、瑞芒库尔、勒伊苏库西、下坎西、沃克萨永、大阿尼济。

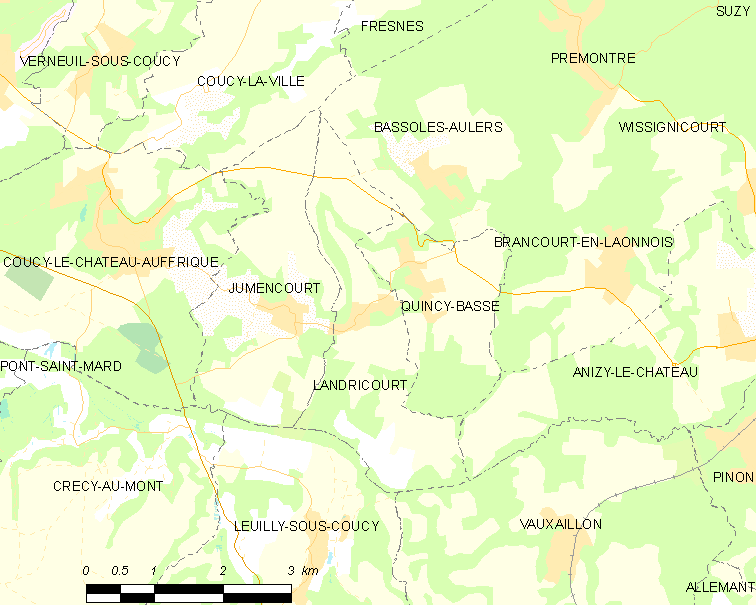
的OSM定位图

朗德里库尔的时区为UTC+01:00、UTC+02:00（夏令时）。

## 行政
朗德里库尔的邮政编码为02380，INSEE市镇编码为02406。

## 政治
朗德里库尔所属的省级选区为埃纳河畔维克县。

## 人口

1962-2008年间人口变化图示

朗德里库尔于2022年1月1日时的人口数量为129人。